# Rambouillet (tổng)
Tổng Rambouillet là một tổng của Pháp, tọa lạc tại tỉnh Yvelines trong vùng Île-de-France của Pháp.

## Phân chia hành chính
Tổng Rambouillet được chia thành 18 xã:
- Auffargis: 1 859 dân
- La Boissière-École: 725 dân
- Les Bréviaires: 1 024 dân
- Émancé: 738 dân
- Les Essarts-le-Roi: 6 126 dân
- Gambaiseuil: 54 dân
- Gazeran: 1 156 dân
- Hermeray: 831 dân
- Mittainville: 514 dân
- Orcemont: 826 dân
- Orphin: 928 dân
- Le Perray-en-Yvelines: 5 828 dân
- Poigny-la-Forêt: 872 dân
- Raizeux: 732 dân
- Rambouillet: 24 758 dân
- Saint-Hilarion: 799 dân
- Saint-Léger-en-Yvelines: 1 322 dân
- Vieille-Église-en-Yvelines: 742 dân